# Viggtjärnen (Färila socken, Hälsingland)
Viggtjärnen är en sjö i Ljusdals kommun i Hälsingland och ingår i Ljusnans huvudavrinningsområde. Sjön har en area på 0,0767 kvadratkilometer och ligger 237,1 meter över havet.

## Delavrinningsområde
Viggtjärnen ingår i det delavrinningsområde (685687-149333) som SMHI kallar för Mynnar i Snasbäcken. Medelhöjden är 226 meter över havet och ytan är 24,96 kvadratkilometer. Det finns inga avrinningsområden uppströms utan avrinningsområdet är högsta punkten. Vattendraget som avvattnar avrinningsområdet har biflödesordning 3, vilket innebär att vattnet flödar genom totalt 3 vattendrag innan det når havet efter 136 kilometer. Avrinningsområdet består mestadels av skog (72 procent) och jordbruk (17 procent). Avrinningsområdet har 0,08 kvadratkilometer vattenytor vilket ger det en sjöprocent på 0,3 procent. Bebyggelsen i området täcker en yta av 0,35 kvadratkilometer eller 1 procent av avrinningsområdet.